# Jakob Två-Två
Jakob Två-Två är en animerad kanadensisk TV-serie för barn från 2003, baserad på en boktrilogi skriven av Mordecai Richler. Serien har i Sverige visats på barnkanalen Fox Kids samt TV4.

## Figurer
Jakob är en 10-årig pojke som bor i ett stort hus med sin familj i Montréal, Kanada. Han älskar hockey och proffsbrottning. Sedan gillar han spioner och att spionera och vara på äventyr själv.
Jakob har det inte så lätt. Han är yngst av fem syskon och blir ofta lite utanför för att han är "för" liten. Det är inte så lätt i skolan heller, där det finns en snål och elak rektor och en nästan ännu elakare lärarinna. Tur att han har sina två kompisar vid sin sida, Renée och Wilford.
Jakob har fått smeknamnet "Jakob två-två", bara för att han brukar upprepa vissa ord två gånger för att bli hörd. Ibland går det av bara farten att han upprepar sig för att han är så van också.
Daniel är Jakobs storebror, han är äldst av syskonen. Han bryr sig inte mycket och kör gärna med den lugna stilen. Daniel är den coolaste killen Jakob vet och tar gärna lite råd från honom för att bli lika cool.
Marta är Jakobs äldsta storasyster, en typisk tonåring med temperament. Hon hatar när någon av hennes yngre syskon rör hennes saker utan lov. Men ibland när Jakob frågar riktigt snällt så kan han få låna en och annan pryl, till exempel hennes dator.
Det finns ett par tvillingar i syskonskaran också, Noah och Emma. Noah är rätt så elak och umgås mycket med sin tvillingsyster. De gillar wrestling precis som Jakob, men de låter honom aldrig vara med på deras lekar. De tycker att Jakob är för liten.